# Midori (hegedűs)
Midori, teljes nevén Gotó Midori, 五嶋 みどり (Oszaka, 1971. október 25. –) japán-amerikai hegedűművész, tanár.

## Élete, munkássága
Midori Japánban, Oszakában született 1971-ben. Apja sikeres mérnök, anyja, Gotó Szecu zenekari hegedűs volt. A gyermeket kétéves korától anyja gyakran vitte magával zenekari próbákra, és már ekkor tanújelét adta zenei tehetségének: egy alkalommal hibátlanul eldúdolt egy Bach-dallamot, amit pár nappal korábban hallott. Hároméves születésnapjára anyja vett neki egy kicsi, 1/16-os hegedűt, és elkezdte tanítani.
Hatéves korában lépett fel először közönség előtt, Niccolò Paganini egyik caprice-át játszotta. Továbbra is elkísérte anyját a próbákra, és míg anyja a zenekarral próbált, ő egy üres teremben gyakorolt. Egy ilyen alkalommal anyja egyik amerikai barátnője meghallotta a gyermek hegedűjátékát, és felvette magnókazettára, hogy meghallgattassa Dorothy DeLay-jel, a Juilliard School of Music híres hegedűtanárával. 1981-ben, kilencévesen, anyjával az Egyesült Államokba utazott, Dorothy DeLay ösztöndíjat ajánlott számára az Aspen Music Schoolba, és az aspeni zenei fesztiválon eljátszotta Bach d-moll partitáját. Az előadás hatására meghívást kapott a legendás hegedűs Pinchas Zukermantól, hogy játsszon nyilvános mesterkurzusán. A kislány Bartók Béla egyik hegedűversenyét adta elő. Zukerman így nyilatkozott az előadásról: „Kijön ez az apróság, még tízéves sincs. … Volt egy apró, feles méretű hegedűje, de a hang, ami kijött, képtelenség volt. … egy csodának voltam szemtanúja.” 1992-ben végleg New Yorkba költöztek, és Midori teljes ösztöndíjat kapott a Juilliardon, az egyetemi előkészítőn. Ezzel párhuzamosan általános iskolába is járt. A szülők ebben az évben elváltak, és a lány, apja nevét elhagyva, a sajátját Mi Dorira változtatta. Később ebből lett az egybevont Midori művésznév.
1992 végén a New York-i Filharmonikusok zenei igazgatója, Zubin Mehta meghívta a zenekar hagyományos szilveszteri koncertjére meglepetésszólistának. A hangverseny végén a közönség hangos ovációval, felállva ünnepelte Midorit. Tanulmányai folytatása mellett továbbra is fellépett a New York-i Filharmonikusokkal fiatalok számára adott koncerteken. Az egyik legfontosabb, és számára a legmegtiszteltetőbb volt ezek közül az, amikor Vivaldi háromhegedűs versenyművét játszotta Isaac Stern és Pinchas Zukerman társaságában. Részt vett a Filharmonikusok kiterjedt ázsiai turnéján is, amely Hongkongot, Szingapúrt, Koreát, Thaiföldöt és szülőföldjét, Japánt is érintette. Ebben az időben játszott a Fehér Házban is, az NBC által közvetített karácsonyi programban, Reagan elnök és felesége előtt. Midori menedzsere, Lee Lamont (ICM Artists) azonban a karrierépítés érdekében némileg korlátozta koncertjeit, hogy inkább a tanulmányaira összpontosítson. 14 éves volt, amikor egy hangverseny másnapján felkerült a The New York Times címlapjára. A Tanglewoodban rendezett koncerten Leonard Bernstein Szerenádját játszotta a Bostoni Szimfonikusokkal, Bernstein vezényelt. A darab ötödik tételében „Miss Dori” hegedűjének elszakadt az E-húrja (ez a legvékonyabb húr), mire Midori elkérte Malcolm Lowe koncertmester hegedűjét, és azon a nagyobb méretű hangszeren játszott tovább. Az E-húr azonban ezen a hegedűn is elszakadt, ekkor a társ-koncertmestertől, Max Hobarttól kérte el hangszerét, és ezzel fejezte be a darabot. A produkciót ujjongó, tapsoló, fütyülős ováció és Bernstein ölelése követte.
1987-ben, 15 évesen – minden hozzá közelálló tiltakozása ellenére – elhagyta a Juilliardot és Dorothy DeLayt, és elkezdte „felnőtt”, profi karrierjét. Felmerült, hogy a távozáshoz hozzájárult a DeLay egykori hegedűasszisztense, Kanesiro Makoto (ma Midori mostohaapja) és Midori anyja között kialakult kapcsolat, de Midori ezt határozottan tagadta. A tanár és a tanítvány a szakítás után is tisztelettel beszéltek egymásról. 1989 októberében a  New York-i Carnegie Hallban ünnepelte 18. születésnapját, Bartók 2. hegedűversenyét játszotta. Egy évvel később ugyanott, a 19-iken, kamarakoncertet adott Robert McDonald zongoristával.
Pályafutása során számos más együttes mellett fellépett a Londoni Szimfonikus Zenekarral, a Chicagói Szimfonikus Zenekarral, a Bostoni Szimfonikusokkal, a San Franciscó-i Szimfonikus Zenekarral, a Bajor Rádió Szimfonikus Zenekarával, a Berlini Filharmonikus Zenekarral, a Bécsi Filharmonikusokkal, a New York-i Filharmonikus Zenekarral, a Los Angelesi Filharmonikus Zenekarral, a Szentpétervári Filharmonikus Zenekarral, a Cseh Filharmonikus Zenekarral és a Mahler Kamarazenekarral. Olyan kiváló zenészekkel dolgozott együtt, mint Claudio Abbado, Leonard Bernstein, André Previn, Lorin Maazel, Christoph Eschenbach, Daniel Barenboim Mariss Jansons, Raymond Leppard, Christoph von Dohnányi, Paavo Järvi, Yo-Yo Ma és Msztyiszlav Rosztropovics. Évente 90–100 hangversenyt teljesít. A koncertek előtt egyáltalán nem izgul. „Számomra a hegedülés szórakoztató és kényelmes. Amikor a színpadon vagyok, az életem legboldogabb időszaka” – nyilatkozta. Repertoárja a verseny- és a kamaraművek terén is rendkívül széles. Játssza többek között Csajkovszkij, Bernstein, Schumann, Hindemith, Brahms, Bartók, Mozart, Franck, Respighi, Schubert és Enescu műveit. Szívesen adja elő modern, kortárs művészek, köztük Lee Hyla, Derek Bermel, Brett Dean, Einojuhani Rautavaara és Krzysztof Penderecki alkotásait is. Emellett – kérésére – Eötvös Péter az ő számára írta meg DoReMi című hegedűversenyét, amit aztán CD-re is felvett az Eötvös által dirigált Orchestre Philharmonique de Radio France közreműködésével. 2013-as Hindemith-lemeze (Symphonic Metamorphosis, Violinkonzert, Concert Music, az NDR Sinfonieorchestert Christoph Eschenbach dirigálta) 2014-ben Grammy-díjat kapott a Legjobb klasszikus összeállítás kategóriában.
Egy 1734-es Guarnerius del Gesù „ex-Huberman” hegedűn játszik. Négy vonót használ, két Dominique Peccatte, egy François Peccatte és egy Paul Siefried gyártásút.

## Társadalmi elkötelezettsége
Midori közösségi elkötelezettségben való komoly részvétele 1992-ben kezdődött. Saját rovata van egy japán ifjúsági magazinban, amelyben az amerikai életről ír a japán fiataloknak. 1992-ben, 21 évesen megalapította a „Midori and Friends” nevű nonprofit szervezetet, hogy segítséget nyújtson a gyerekeknek a zenei képzésben. Az elhatározás akkor fogalmazódott meg benne, amikor szembesült a New York-i állami iskolákban folyó zenei oktatás minőségével. Azóta az egyszemélyes vállalkozásból teljes munkaidős alkalmazottakkal, jelentős szponzorokkal és évi 500 000 dolláros költségvetéssel rendelkező szervezet vált. 1997-ben például a „Midori and Friends” 125 rendezvényt támogatott 22 iskolában. A járulékos „Partners in Performance” 2008-ra több mint 150 000 hallgatót ért el. Egy másik szervezete, a „Music Sharing” (Zenemegosztás Nemzetközi Közösségi Elkötelezési Programja) Japánban működik. Voltaképpen ez is a „Midori and Friends”-ből ágazott ki, egy kulturális csereprogram, ismeretterjesztő és képzési program, amely a nyugati klasszikus zene és a hagyományos japán zene oktatásra összpontosít.

## Az oktatásban
2000-ben a New York-i Egyetem Gallatin Schooljában főiskolai diplomát szerzett pszichológia és társadalmi nemek tudománya szakon (magna cum laude minősítéssel), majd 2005-ben ugyanott a pszichológiai mesterdiplomát is megszerezte. 2001-ben a Manhattani Zeneiskolában lett hegedűtanár. 2004-től 2018 májusáig – tizennégy éven keresztül – a Dél-Kaliforniai Egyetem (USC) Thornton Zeneiskolájában tanított a Jasha Heifetz tanszéken, ezért Los Angelesbe költözött. A 2018–2019-es tanévtől a philadelphiai Curtis Zeneművészeti Intézetben vállalt hegedűprofesszori munkát, de az USC-vel és hallgatóival vendégprofesszorként továbbra is fenntartja kapcsolatát. A pekingi Központi Zenekonzervatórium tiszteletbeli professzora, valamint vendégprofesszor az oszakai SOAI Egyetemen és a sanghaji Zenei Konzervatóriumban, emellett rendszeresen tanít a Ravinia Steans Music Institute-ban és a Weimar Meisterkursében.

## Magánélete
2004-ben Németországban megjelent az Einfach Midori (Egyszerűen Midori) című önéletrajzi kötete németül, a Henschel Verlag kiadó gondozásában, 2012-ben kibővítve újra kiadták, ismét csak németül (Lipcse, 2012, ISBN 9783894877217).
Anyja és Kanesiro Makoto (Makoto Kaneshiro, Dorothy DeLay egykori hegedűasszisztense) összeházasodtak. Fiuk, Midori féltestvére, Ryu Goto (Gotó Rjú), szintén híres hegedűs lett.

## Díjai, elismerései
Midorit rendkívüli előadóként, elhivatott tanárként, valamint a közösségért elkötelezett aktivistaként ismerik. Elismeréseivel többnyire e három különálló területen végzett munkáját jutalmazták.
- 1988 – A japán kormány az év legjobb művészének nevezte ki
- 1989 – Dorothy B. Chandler Előadóművészeti Díj, Los Angeles Music Center
- 1993 – Suntory Music-díj
- 2001 – Avery Fisher-díj
- 2002 – Az American Music Év hangszeres művésze
- 2002 – Echo-díj
- 2003 – Echo-díj
- 2007 – ENSZ A béke hírnöke
- 2010 – A Kennedy Center művészeti aranyérme
- 2012 – Az Amerikai Művészeti és Tudományos Akadémia tagja
- 2012 – A Yale Egyetem zenei díszdoktora
- 2012 – A Davosi Világgazdasági Fórum Kristálydíja
- 2014 – Grammy-díj
- Az Aszahi Sinbun díja a művészetekhez való hozzájárulásért
- New York City, Spirit of the City-díj

## Felvételei
Válogatás a Discogs és az AllMusic listája alapján.
| Megjelenés | Tartalom | Közreműködők                                                                                  | Kiadó                   |
| ---------- | --- | --------------------------------------------------------------------------------------------- | ----------------------- |
| 1986       | Bach, Vivaldi: Double Concertos Violin Concertos | Pinchas Zukerman, Saint Paul Chamber Orchestra                                                | Philips                 |
| 1988       | Paganini: Violin Concerto No. 1; Csajkovszkij: Sérénade Mélanquolic, Valse Scherzo                                                                          | London Symphony Orchestra, Leonard Slatkin                                                    | Philips                 |
| 1989       | Paganini: 24 caprices |                                                                                               | CBS Masterworks         |
| 1990       | Bartók: Violin Concertos Nos. 1 & 2 (1. hegedűverseny és 2. hegedűverseny)                                                                                  | Berliner Philharmoniker, Zubin Mehta                                                          | Sony Classical          |
| 1991       | Live At Carnegie Hall (Beethoven, Strauss, Chopin, Ernst, Debussy, Ravel)                                                                                   | Robert McDonald                                                                               | Sony Classical          |
| 1992       | Dvořák: Violin Concerto, Op. 53, Romance, Carnival Overture                                                                                                 | New York Philharmonic, Zubin Mehta                                                            | Sony Classical          |
| 1994       | Sibelius: Concerto for Violin and Orchestra in D Minor, Op.47; Bruch: Scottish Fantasy                                                                      | Israel Philharmonic Orchestra, Zubin Mehta                                                    | Sony Classical          |
| 1997       | Elgar: Violin Sonata in E Minor; Franck: Violin Sonata in A Major                                                                                           | Robert McDonald                                                                               | Sony Classical          |
| 1998       | Csajkovszkij: Violin Concerto Op. 35; Sosztakovics: Violin Concerto No. 1, Op. 99                                                                           | Berlin Philharmonic, Claudio Abbado                                                           | Sony Music Distribution |
| 2001       | Mozart: Sinfonia Concertante in E-flat Major; Concerto for Violin, Piano and Orchestra in D Major                                                           | Nobuko Imai, Christoph Eschenbach, NDR Sinfonieorchester                                      | Sony Classical          |
| 2002       | 20th Anniversary Album (Wieniawski, Debussy, Fritz Kreisler, Prokofjev, Amy Beach, Poldini, Elgar)                                                          |                                                                                               | Sony Classical          |
| 2003       | Mendelssohn & Bruch: Violin Concertos | Berliner Philharmoniker, Mariss Jansons                                                       | Sony Classical          |
| 2007       | Bach: Unaccompanied Sonata No. 2; Bartók: Sonata No. 1 | Robert McDonald                                                                               | Sony Classical          |
| 2013       | Ernest Bloch: Sonata No.2 for Violin and Piano „Poème Mystique”; Leoš Janáček: Sonata for Violin and Piano                                                  |                                                                                               | Onyx                    |
| 2013       | Hindemith: Symphonic Metamorphosis of Themes by C.M. von Weber; Concerto for Violin And Orchestra; Concert Music for String Orchestra and Brass Instruments | NDR Sinfonieorchester, Christoph Eschenbach                                                   | Ondine                  |
| 2016       | Eötvös Péter: DoReMi, Violin Concerto No. 2; Speaking Drums; Cello Concerto Grosso                                                                          | Jean-Guihen Queyras, Martin Grubinger, Orchestre Philharmonique de Radio France, Eötvös Péter | Alpha                   |
| 2020       | Beethoven: Violin Concerto, 2 Romances | Festival Strings Lucerne, Daniel Dodds                                                        | Warner Classics         |